# 奚德慎
奚德慎（穆麟德轉寫：hidešen），又可譯為希德慎，滿洲正紅旗人，清朝政府官員，他於1730年接替赫碩色出任巡視台灣監察御史，該官職滿漢人各一，而滿人的他與李元直共為同任御史。